# Visbek
Visbek is een gemeente in de Duitse deelstaat Nedersaksen, gelegen in het Landkreis Vechta. De plaats telt 9.955 inwoners. Naburige steden zijn onder andere Vechta, Cloppenburg en Wildeshausen.

## Plaatsen in de gemeente Visbek
- Astrup (300) 18/2/2020
- Bonrechtern (300) 19/2/2020, het dorp heeft verscheidene glastuinbouwbedrijven (sierbloemen)
- Endel (260) 19/2/2020
- Erlte (400) 19/2/2020, een grote buurtschap ten westen van Visbek met verspreid staande boerderijen
- Hagstedt (590) 20/2/2020, een dorp met, evenals Halter veel akkerland waar aardbeien verbouwd worden
- Halter incl. Meyerhöfen (190) 21/2/2020
- Hogenbögen (266) 22/12/2021
- Norddöllen (310) 21/2/2020
- Rechterfeld met spoorweghalte (1.120) 20/12/2021
- Varnhorn incl. Siedenbögen (320) 24/8/2018
- Visbek-dorp (5.840) 31/12/2019
- Wöstendöllen (440) 13/2/2020

Tussen haakjes het aantal inwoners. Daarachter de peildatum, waarvan het aantal inwoners per plaats aan de Duitse Wikipedia is verstrekt. De website van de gemeente vermeldt, dat deze per 31 december 2019 in totaal 10.353 inwoners telde.

## Ligging, verkeer, vervoer
De gemeente Visbek ligt in het zuidwesten van het Naturpark Wildeshausener Geest, ongeveer halverwege de steden Oldenburg en Osnabrück.

### Buurgemeenten
In de richting van de wijzers van de klok, beginnend in het noorden: ( afstanden van centrum tot centrum)
- Großenkneten 13 km
- Wildeshausen 10 km
- het tot Visbek behorende dorpje Rechterfeld 5 km
- Goldenstedt 10 km
- Vechta 12 km
- Langförden, gem. Vechta 7 km
- Emstek 11 km; nog 8 km verder westelijk ligt Cloppenburg.
- Ahlhorn (gem. Großenkneten) 9 km.

### Wegverkeer
De gemeente wordt met name ontsloten via afrit  65 van de Autobahn A1 Osnabrück - Bremen. Vanaf dit punt bereikt men, west-noordwestwaarts rijdende, over de Bundesstraße 72 na 15 kilometer de stad Cloppenburg. Rijdt men echter vanaf deze afrit oostwaarts, de Bundesstraße 69 richting Vechta op, dan kan men na 2 kilometer linksaf een klein weggetje nemen, dat na ruim 5 km naar het dorp Visbek leidt. Een andere, naar verhouding belangrijke, binnenweg leidt van Visbek oostwaarts via het dorpje Hogenbögen naar Rechterfeld (ruim 5 km).

### Openbaar vervoer
Het tot de gemeente behorende dorpje Rechterfeld heeft als enige een stationnetje, en wel aan de spoorlijn van Wildeshausen naar Vechta. Eénmaal per uur stopt er een trein op dit traject in beide richtingen.
| Spoorlijn | Verloop van de lijn                                      | Vervoerder   |
| --------- | -------------------------------------------------------- | ------------ |
| RB 58     | Osnabrück – Vechta – Wildeshausen – Delmenhorst – Bremen | NordWestBahn |

Bussen rijden van Visbek uitsluitend naar Vechta v.v.

### Overig
In de gemeente wordt, ook voor dagelijkse ritten van huis naar school of werkkring v.v., het fietsen sterk bevorderd.

## Economie
In Ortsteil Rechterfeld is een van de twee hoofdkantoren van een groot concern gevestigd, dat kippenslachterijen en handelsondernemingen in kippenvlees en kipproducten exploiteert. Het concern draagt de naam PHW-Gruppe. Het andere hoofdkantoor van dit concern staat te Vaduz in Liechtenstein. Het bedrijf verkoopt zijn producten onder andere onder zijn merknaam Wiesenhof, een begrip in geheel Duitsland. Een grote concurrent van dit bedrijf, EW Group, heeft zijn hoofdkantoor te Visbek. Het dorpje Erlte wordt gekenmerkt door varkensfokkerijen en kleine aannemersbedrijven.
in de gemeente staat nog een derde, kleinere fabriek in de pluimveesector, een plasticfabriek en een bedrijf, dat technische schakelingen maakt en software ontwikkelt.
Van belang voor de economie van de gemeente is verder vooral de intensieve pluimveeteelt, de tuinbouw (aardbeien) en bovenal het toerisme, vanwege het vele natuurschoon.

## Geschiedenis

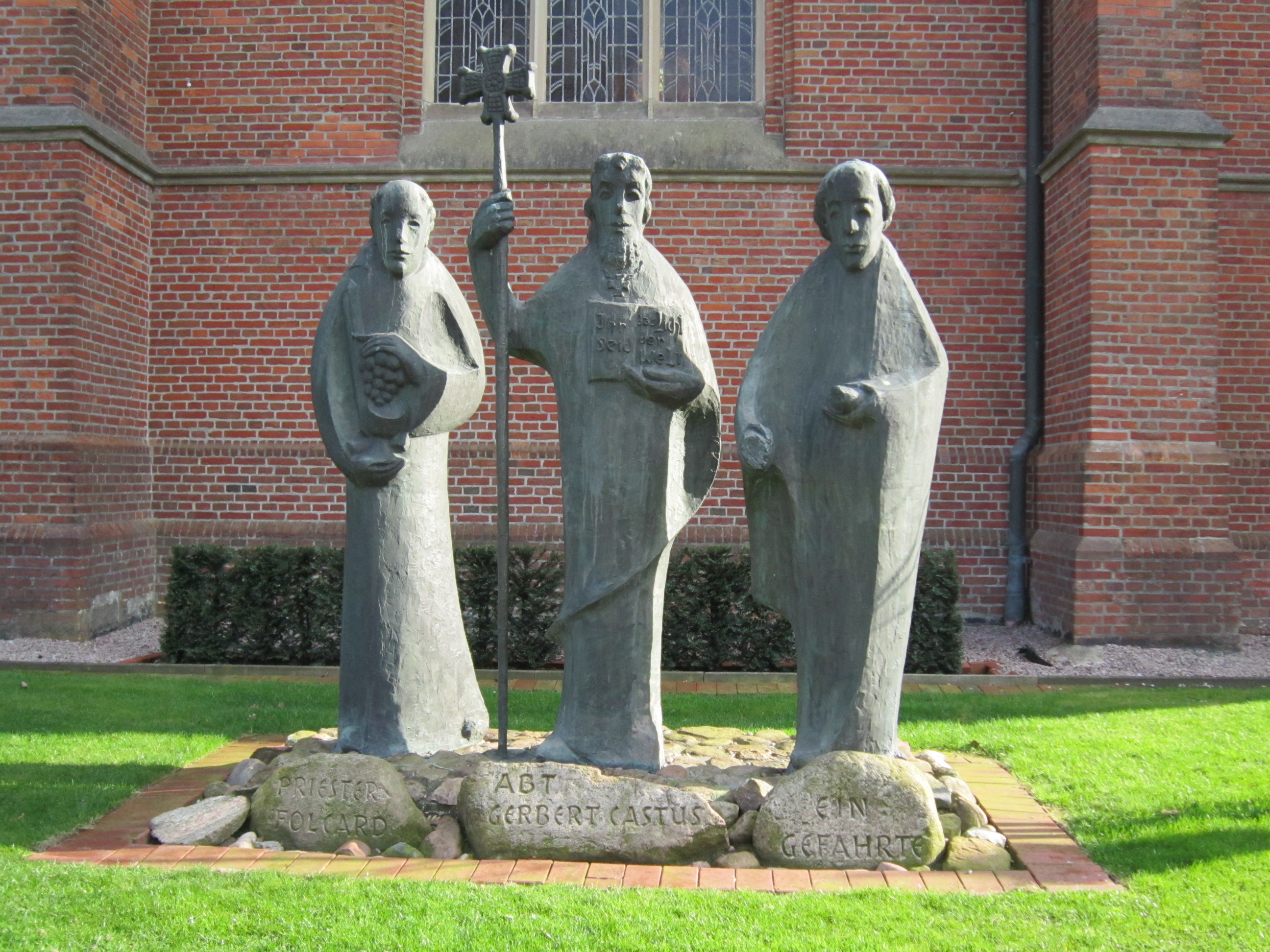
Monument Gerbert Castus (1)
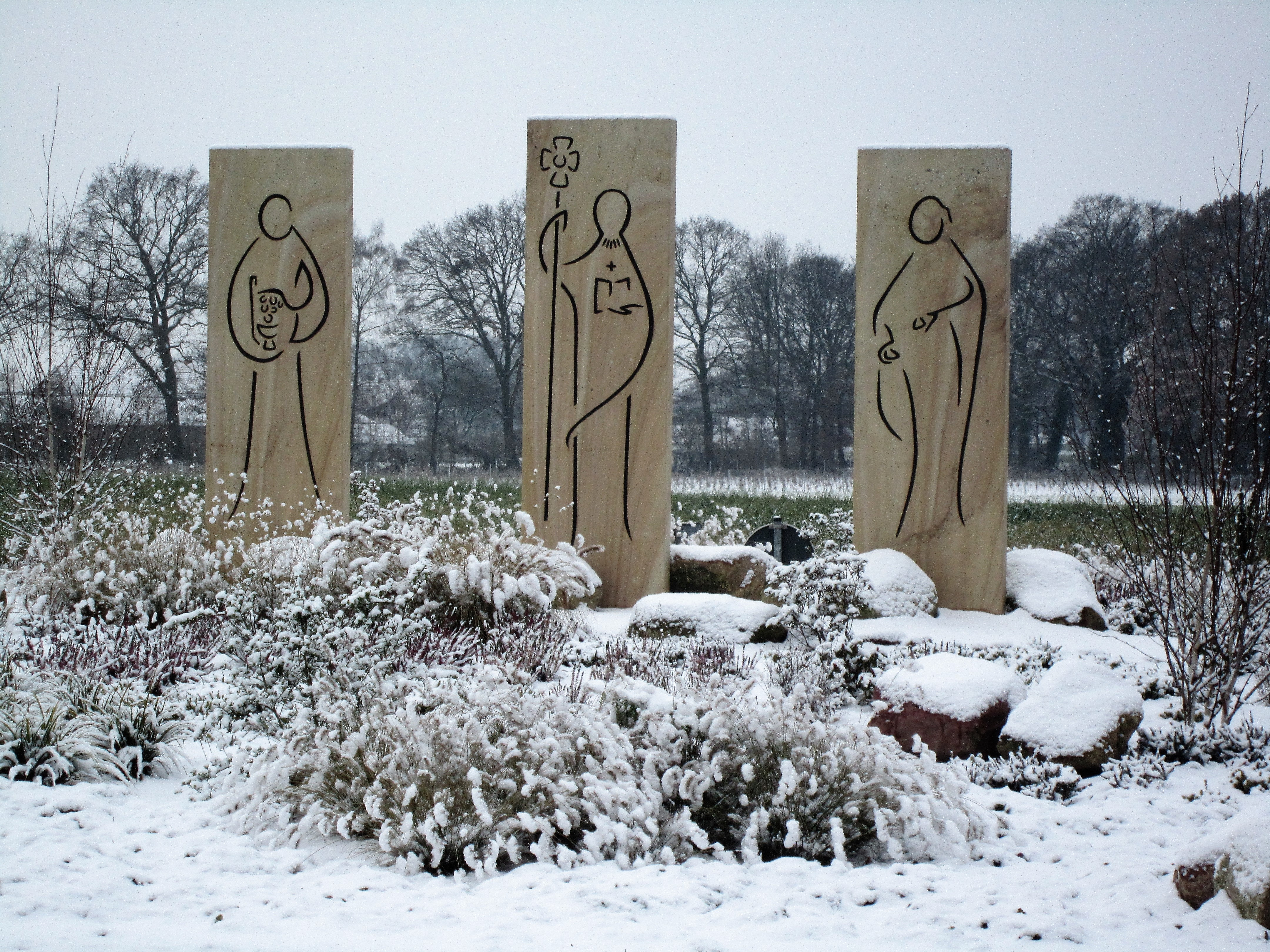
Monument Gerbert Castus (2, op een rotonde bij Visbek)

Zoals uit de aanwezigheid van hunebedden en soortgelijke monumenten blijkt, was het gebied van het huidige Visbek reeds in de jonge steentijd, rond 3200-2500 v.C., door mensen, dragers van de trechterbekercultuur, bewoond.
In 2012 zijn te Visbek restanten van grafvelden uit de 9e eeuw gevonden. Deze waren afkomstig van de Saksen, die hier leefden en tot het christendom werden bekeerd. Visbek was in de tijd van Karel de Grote, de late 8e eeuw en vroege 9e eeuw, de vestigingsplaats van een missiepost. De missionaris Gerbert Castus stichtte er een abdij, die spoedig belastingvrijdom verkreeg. Deze ging in 855 in eigendom aan de Abdij van Corvey over.
Een niet onbelangrijk aantal archeologische vondsten, gedaan betreffende het bovenstaande, worden geëxposeerd in het kleine plaatselijke archeologische museum ArchäoVisbek.
Ook veel van de kleine dorpen, die tot de huidige gemeente behoren, worden reeds in 9e-eeuwse documenten van de abdij van Corvey vermeld. De gemeente lag in de middeleeuwen in het graafschap Ravensberg, dat in 1252 onder de heerschappij van het Prinsbisdom Münster geraakte. De bisschoppelijke invloed bewerkte, dat de Reformatie in de 16e eeuw, uitgezonderd een door een krachtige Contrareformatie in 1613 beëindigde periode van 70 jaar, weinig greep op Visbek kreeg. De christenen in de gemeente zijn steeds in grote meerderheid rooms-katholiek gebleven.
Na de napoleontische tijd kwam de gemeente in het Groothertogdom Oldenburg te liggen en uiteindelijk in het Duitse Keizerrijk. Belangrijke historische gebeurtenissen deden zich in de gemeente tussen 1648 en 2020 niet voor. Na de Tweede Wereldoorlog volgde dorpsuitbreiding in Visbek en Rechterfeld, eerst voor de huisvesting van Heimatvertriebene, later voor personeel van de industriële bedrijven, die zich hier vooral na 1980 vestigden.

## Bezienswaardigheden
- Diverse hunebedden langs de Straße der Megalithkultur, onder andere de Heidenopfertisch (Sprockhoff-Nr. 974). De Visbeker Braut en de Visbeker Bräutigam liggen in de aangrenzende gemeente Großenkneten.
- De gemeente ligt in het bosrijke Naturpark Wildeshausener Geest, waar veel mogelijkheden zijn voor wandel-, fiets- en kanotochten. Het noorden van de gemeente is een natuurgebied met de naam Endeler und Holzhauser Heide. Er zijn ooibossen, kleine beken (met diverse watermolens), en andere landschappen. Er komen diverse zeldzame, beschermde planten- en diersoorten voor.
- ArchäoVisbek is een bescheiden archeologisch museum voor de regio.
- De grote dorpskerk is de neogotische, uit 1876 daterende, rooms-katholieke St.-Vituskerk.

## Belangrijke personen in relatie tot de gemeente
- Gerbert Castus, missionaris, (* voor 784; † na 819 (?)) leerling van Liudger, wellicht een verre verwant van Widukind, missionaris van de  Saksen in de gouwen Lerigau, Hasegau  en Venkigau, evenals in het noorden van de gouw Dersagau.
- Rolf-Dietrich Ratzmann (* 26 april 1944 in Zeitz; † 9 april 1992 in Hogenbögen), vooral in de stad Lünen actief Duits kunstschilder.
- Peter Kossen (* 1968 in Wildeshausen; opgegroeid te Rechterfeld), Duits rooms-katholiek priester, sedert 2013 activist tegen onderbetaling en andere slechte arbeidsvoorwaarden van arbeiders (onder wie veel uitzendkrachten uit Oost-Europa) in met name de vleesverwerkende industrie.

## Afbeeldingen

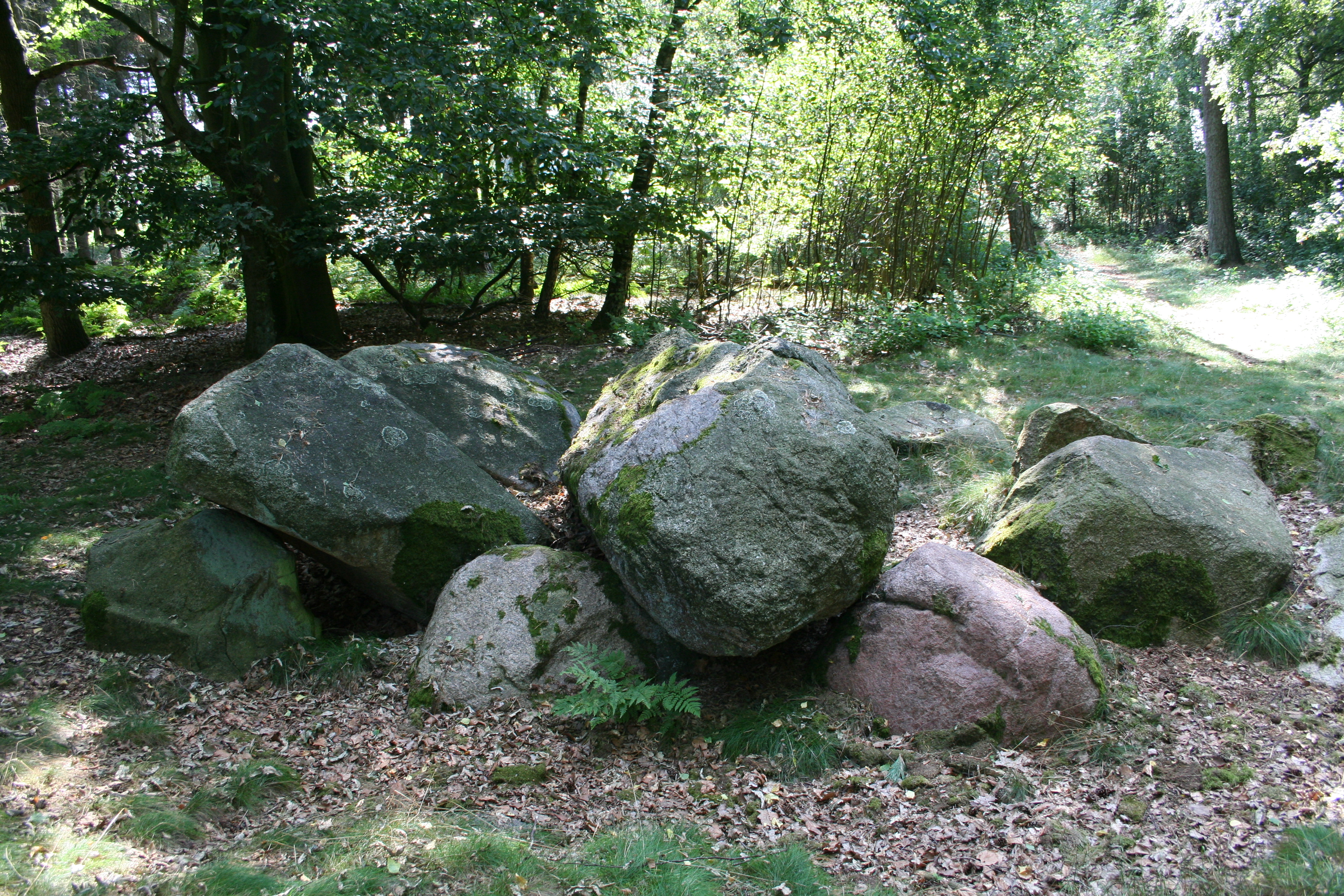
Großsteingrab Schmeersteine (Sprockhoff-Nr. 977)
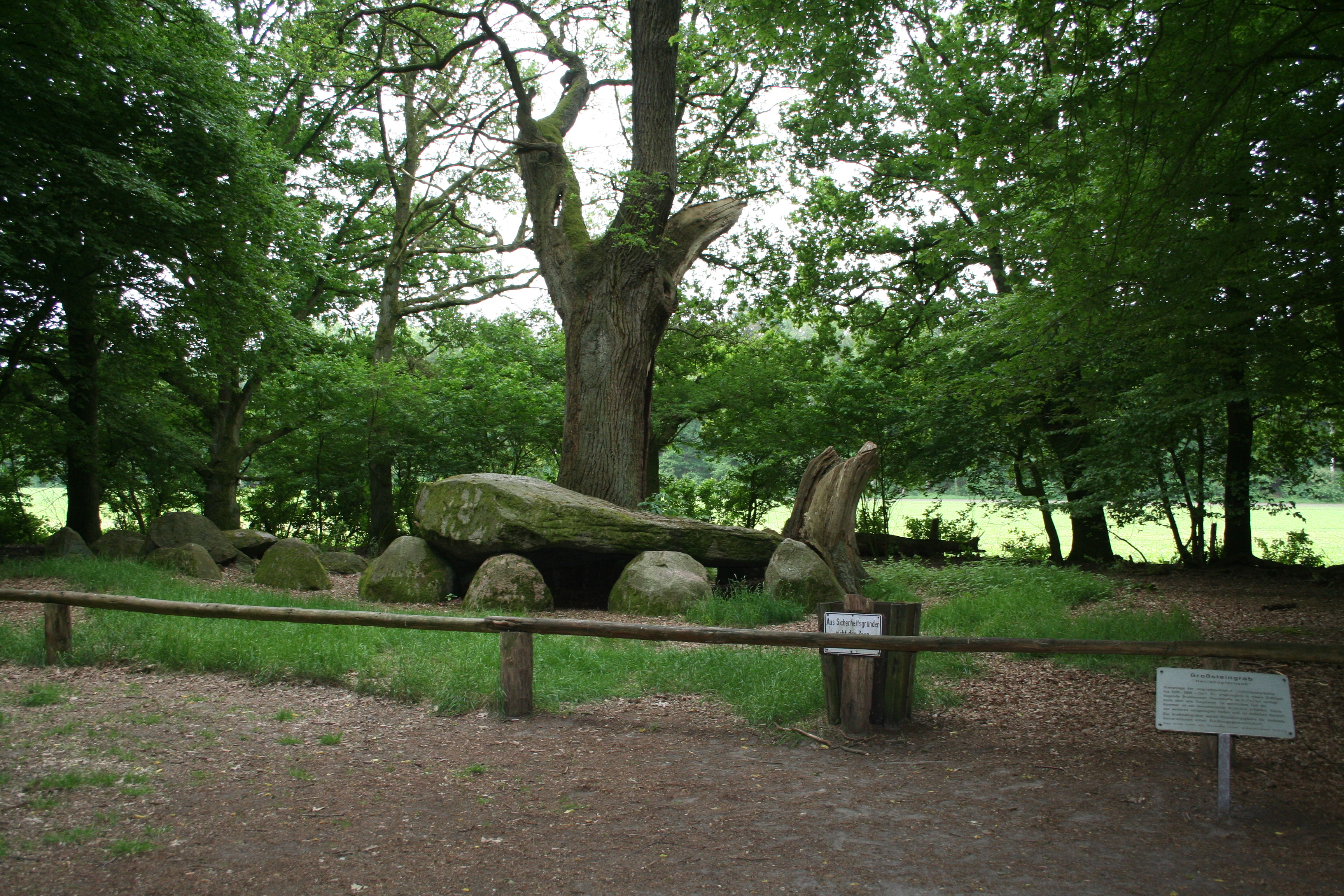
Heidenopfertisch
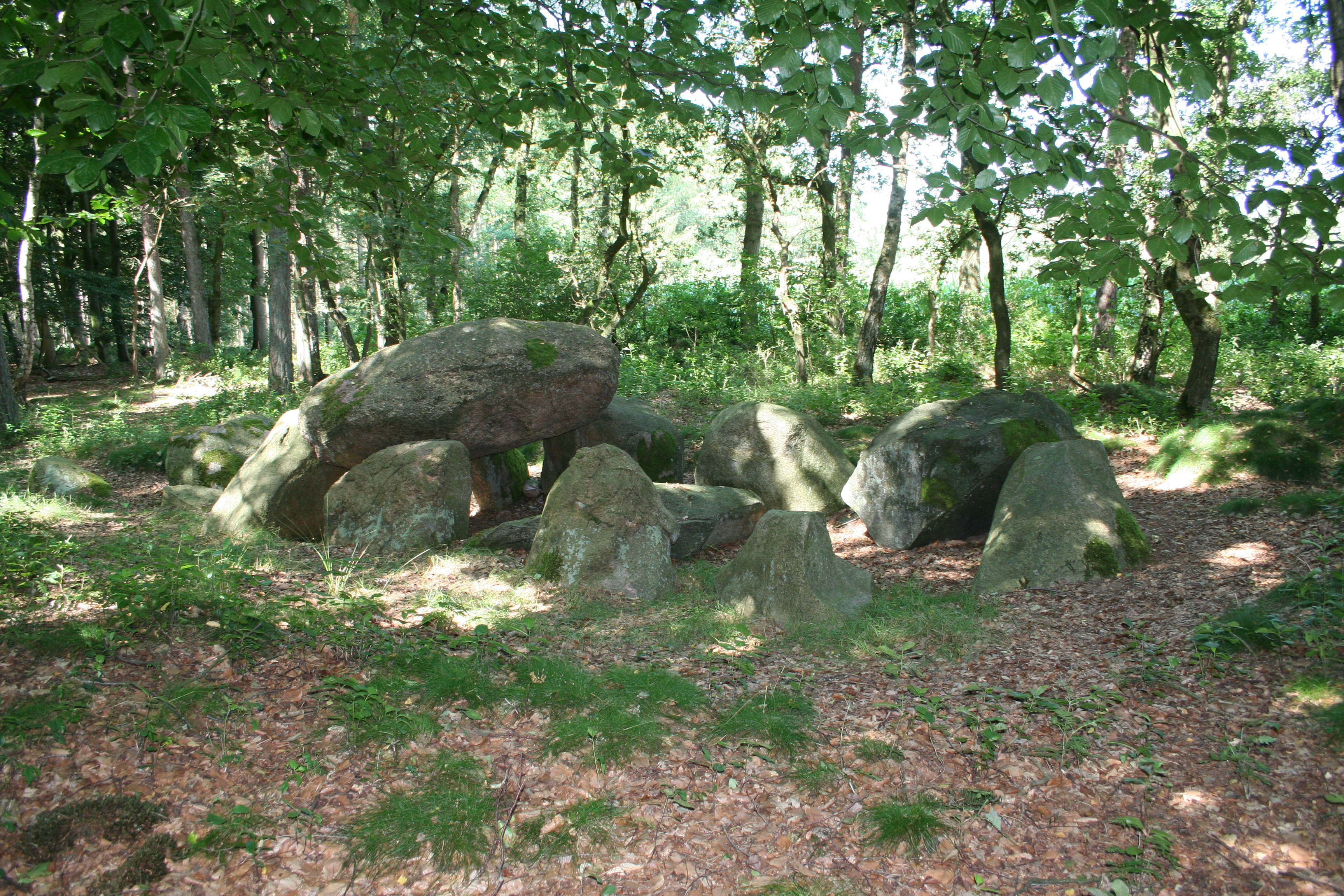
Großsteingrab Mühlensteine (Sprockhoff-Nr. 976)
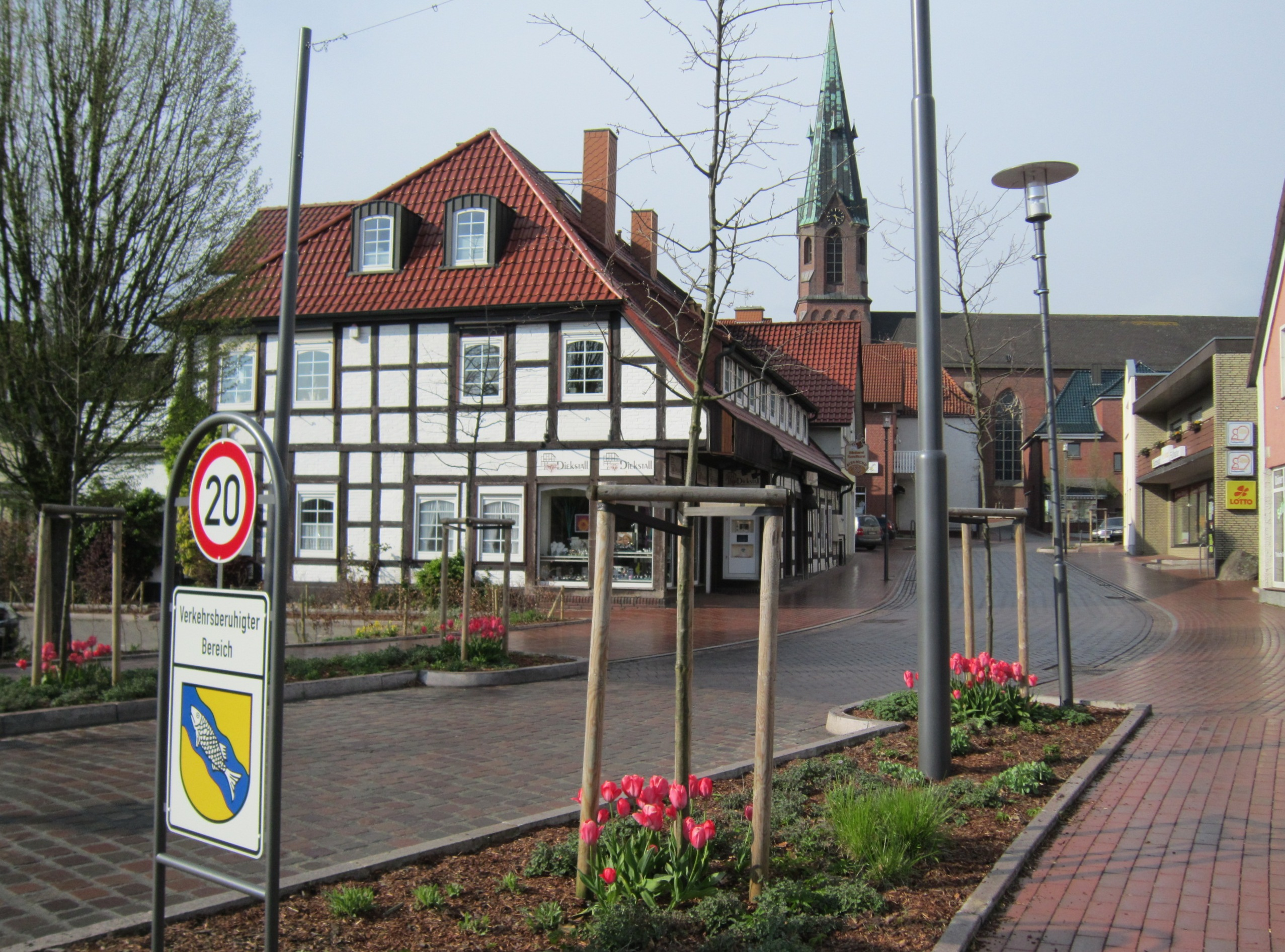
Dorpsgezicht
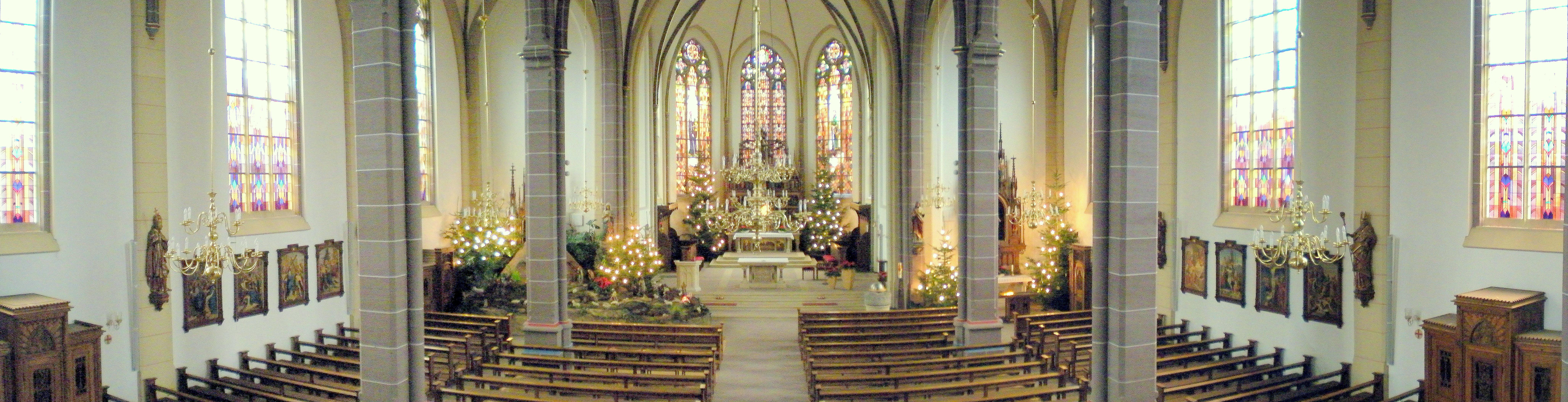
Kerstmis in de St. Vituskerk te Visbek
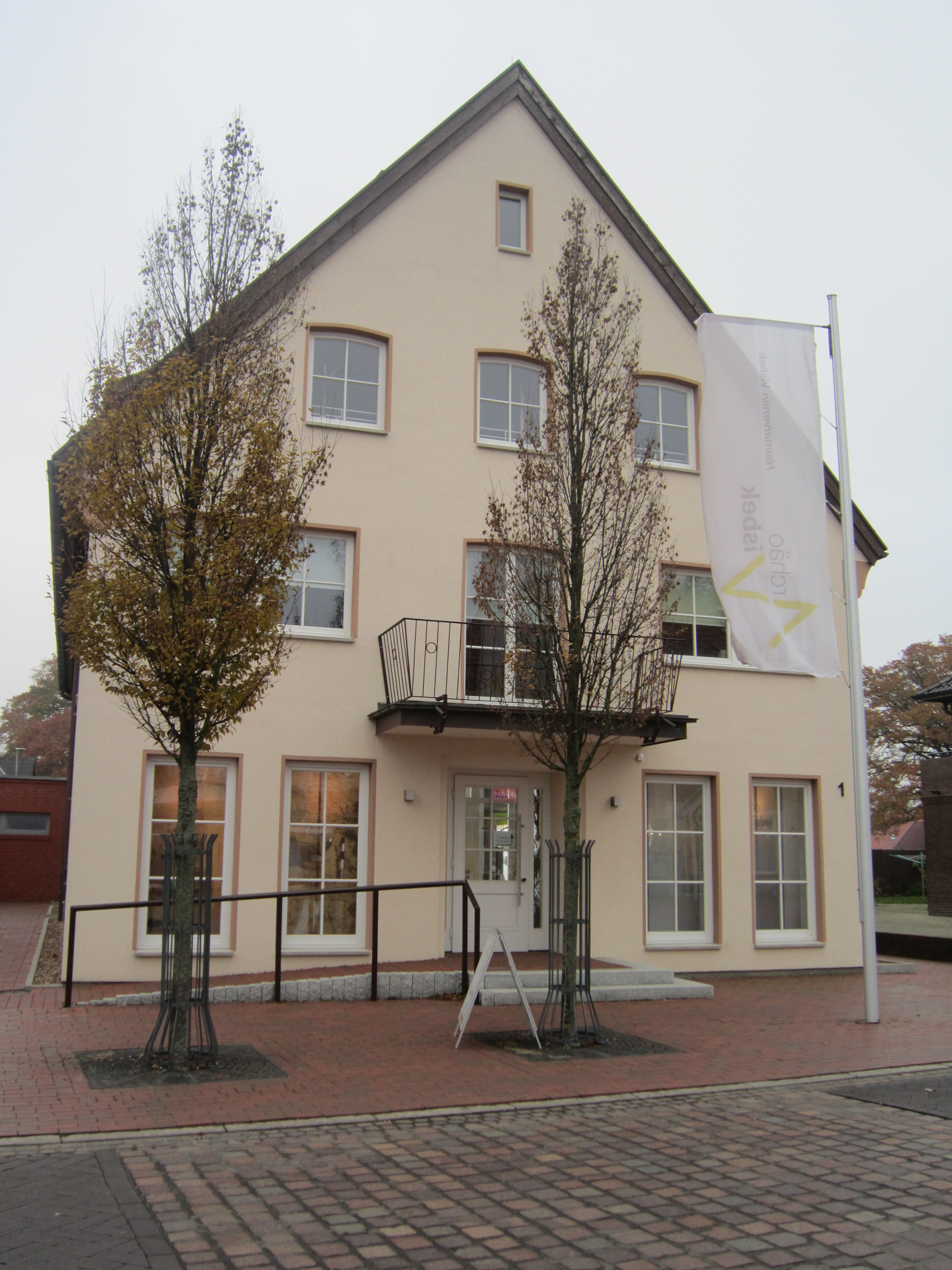
ArchäoVisbek
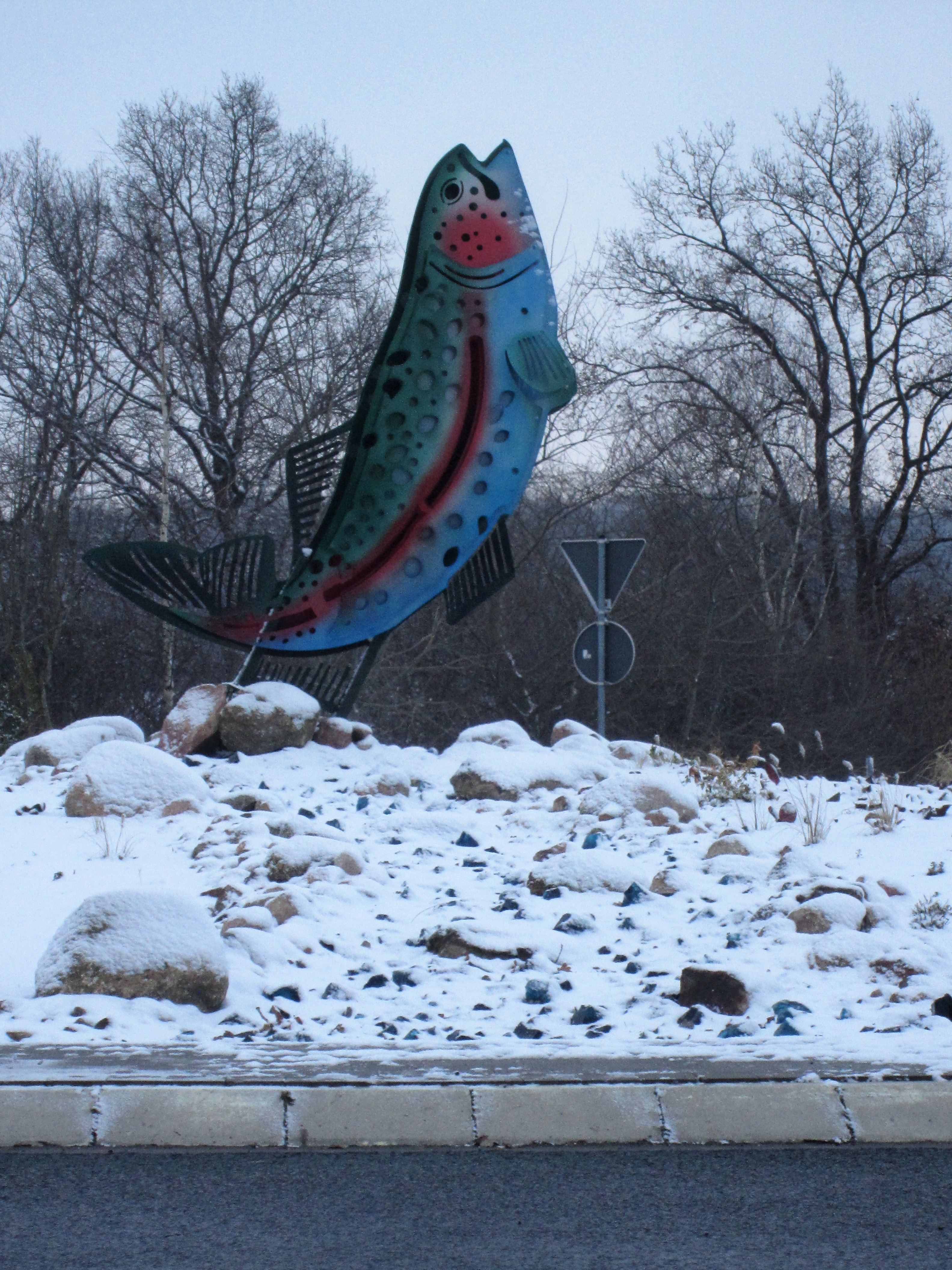
Rotonde met de vis uit het logo van de gemeente
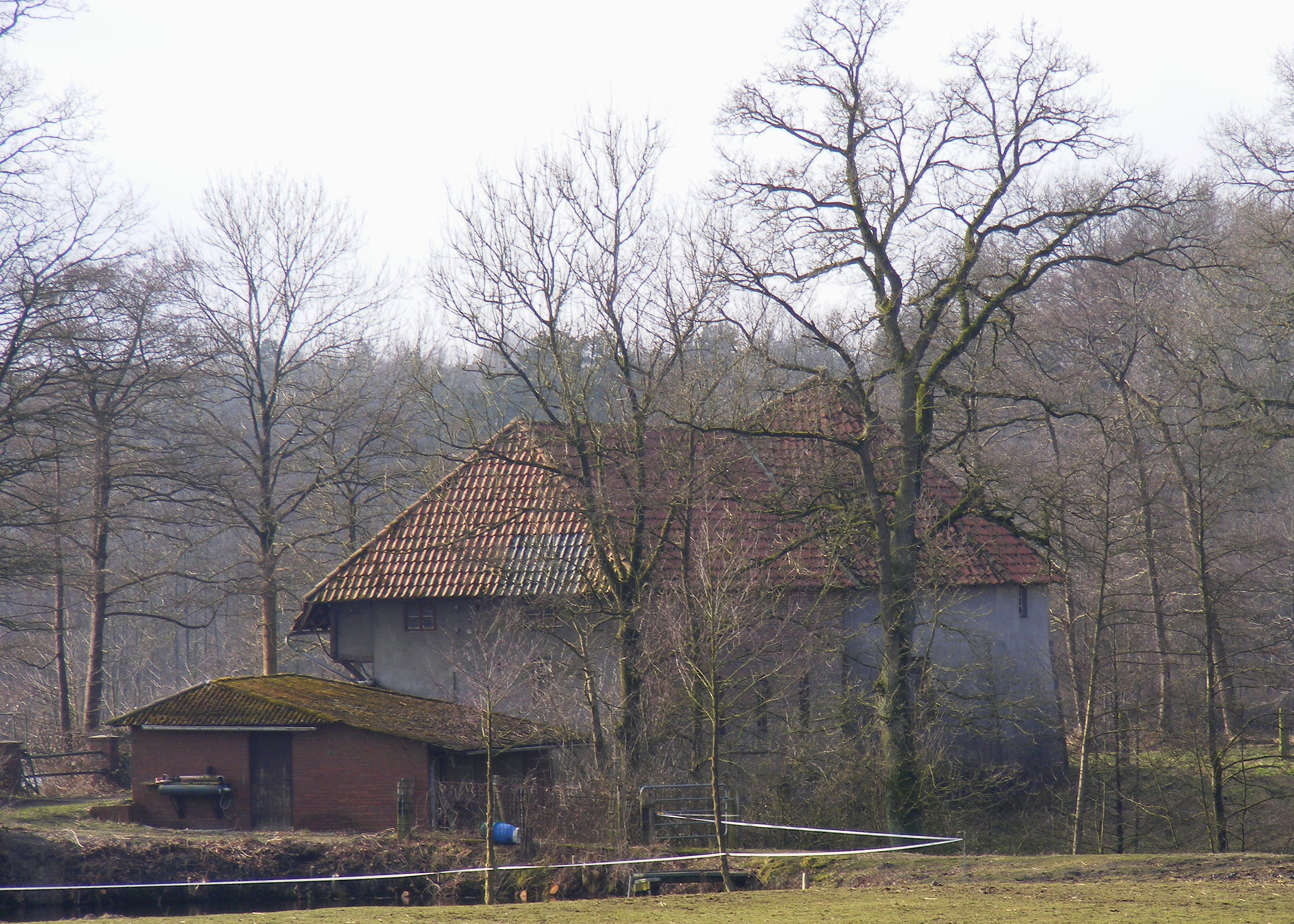
Watermolen Stüvenmühle, 7 km ten NW van Visbek
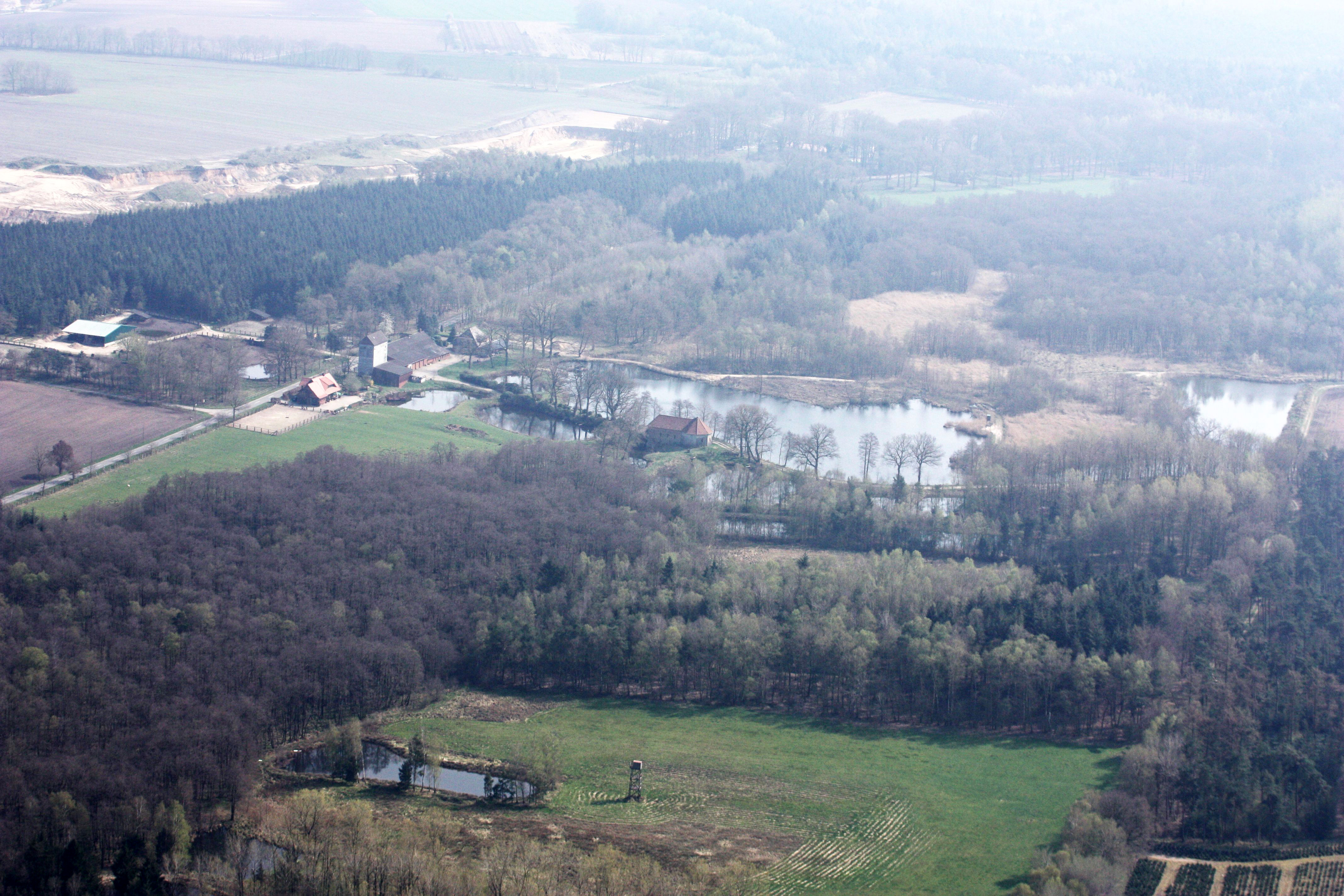
Luchtfoto van dit gebied
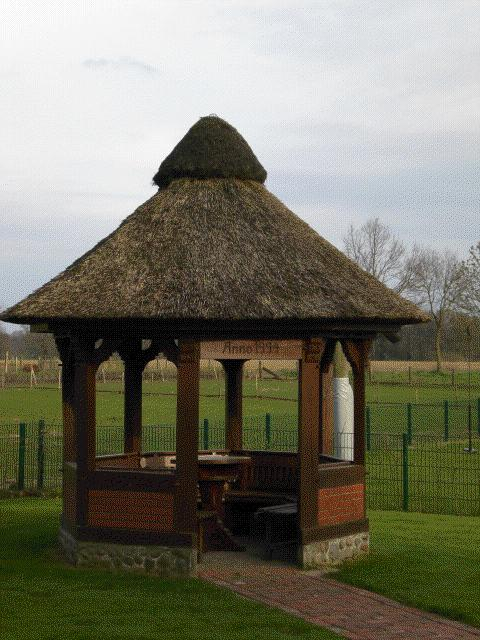
Hogenbögen, Dreschturm
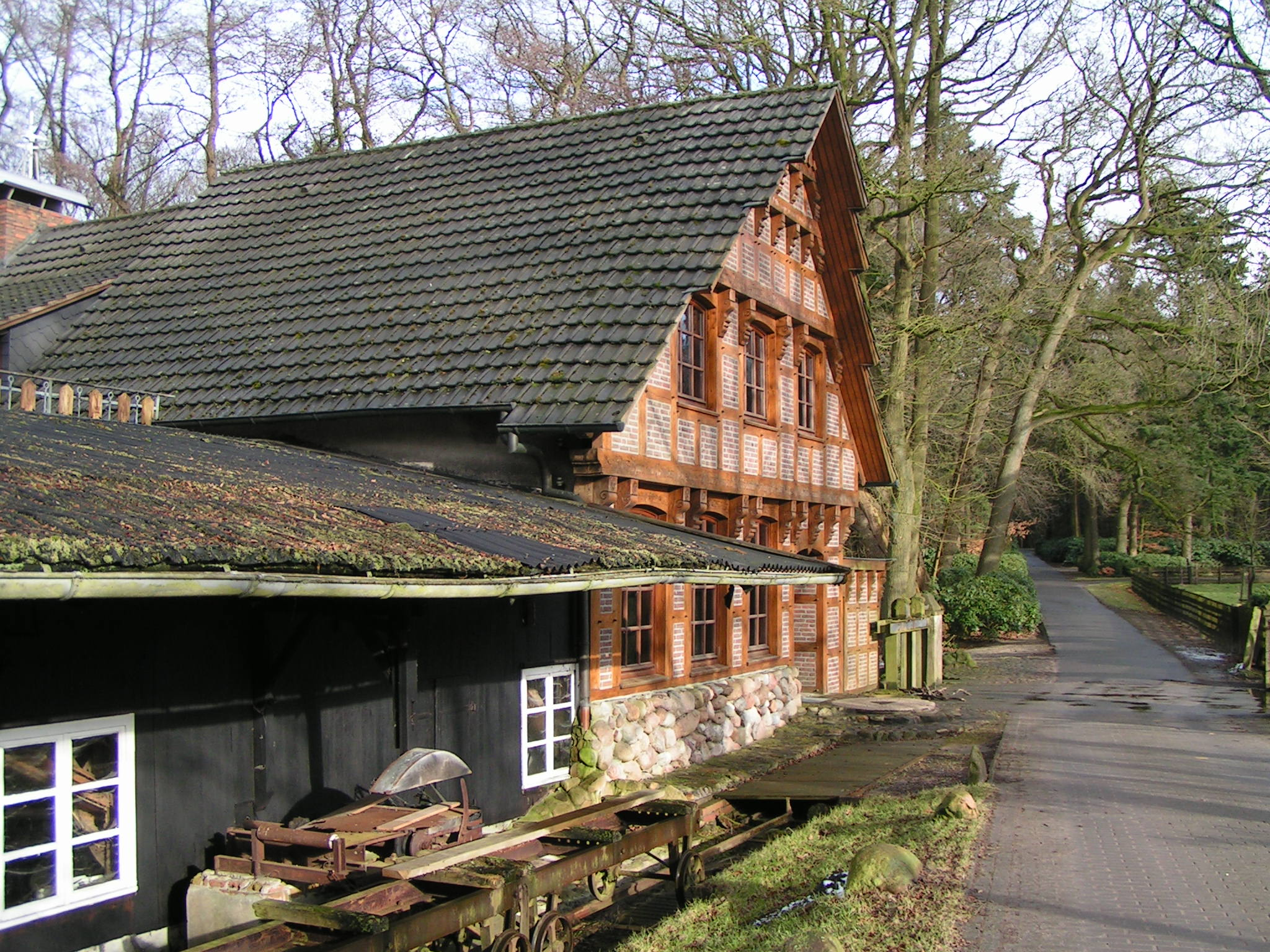
Watermolen Kokenmühle bij het gehucht Endel, 5 km ten NW van Visbek
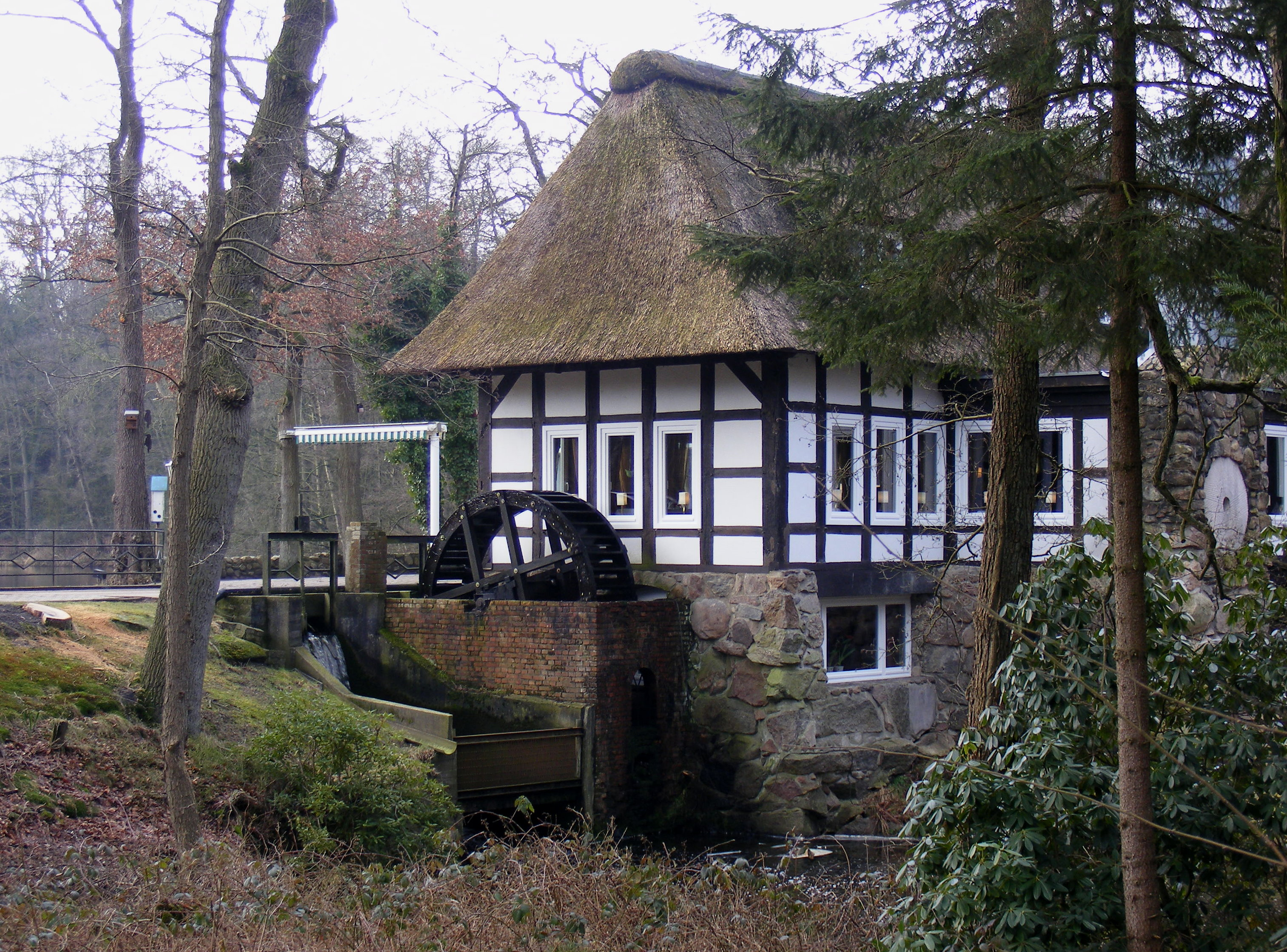
Watermolen Neumühle, op het riviertje de Aue in Endel
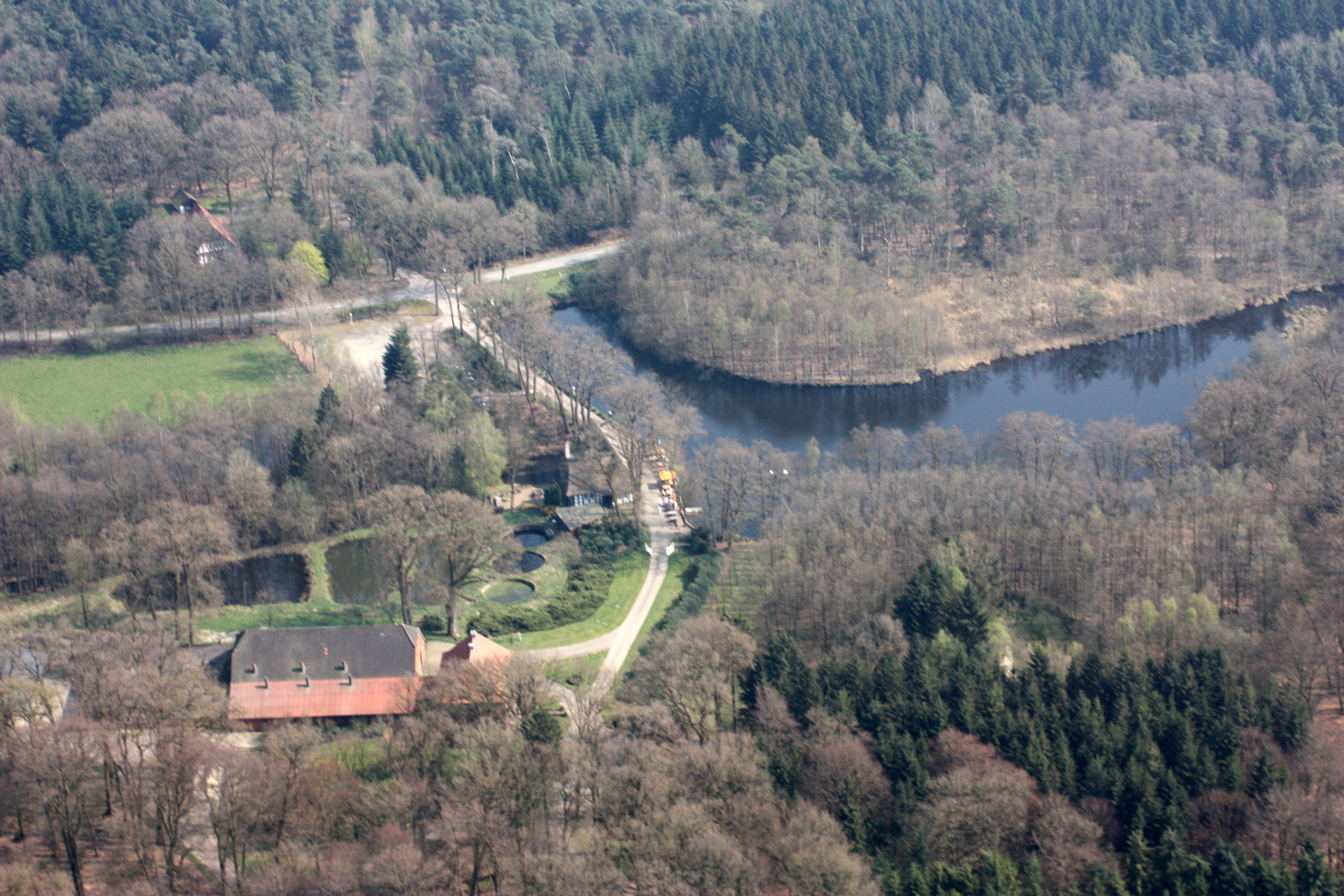
Luchtfoto van dit gebied
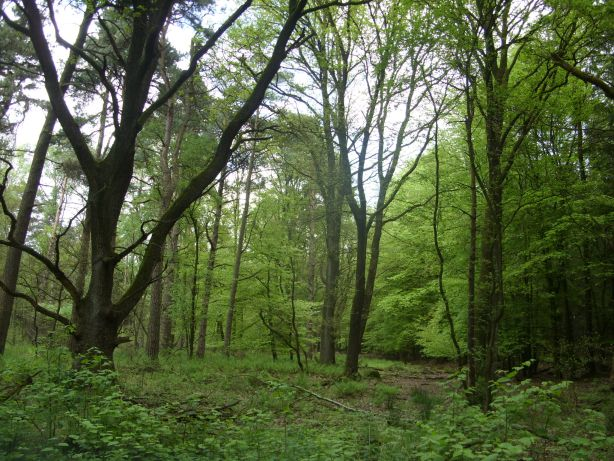
Ooibos in natuurgebied Endeler und Holzhauser Heide
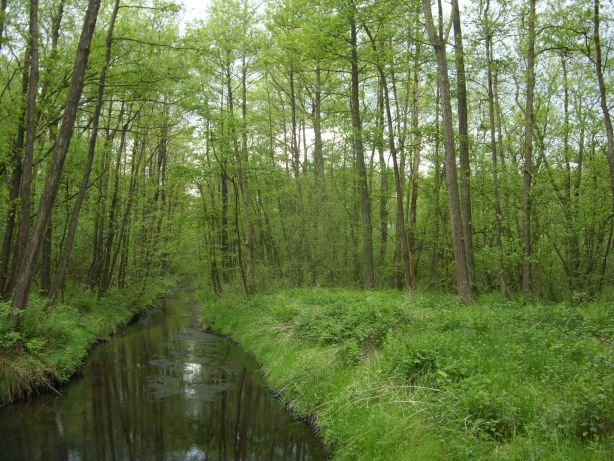
Beek in natuurgebied Endeler und Holzhauser Heide (1)
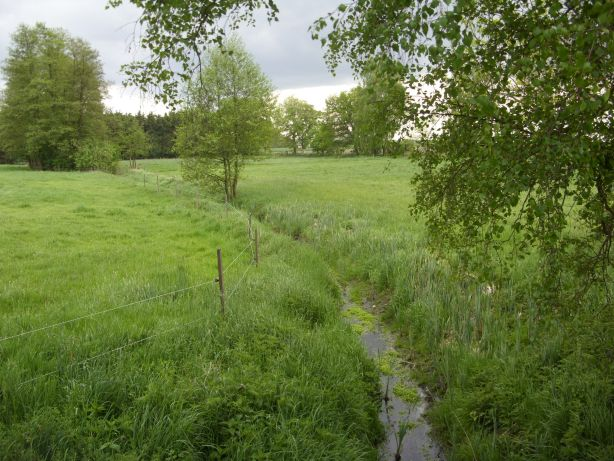
Beek in natuurgebied Endeler und Holzhauser Heide (2)
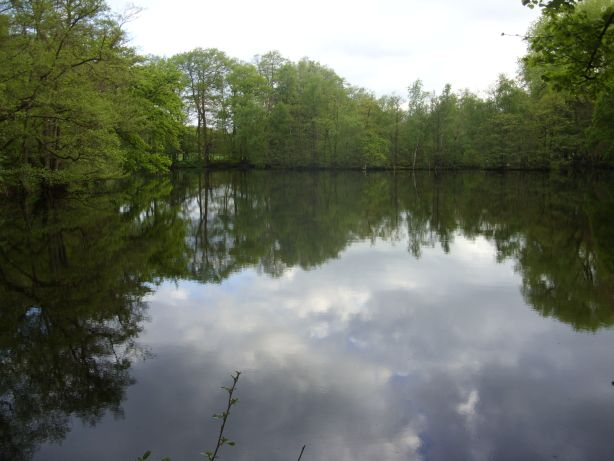
Molenvijver in natuurgebied Endeler und Holzhauser Heide
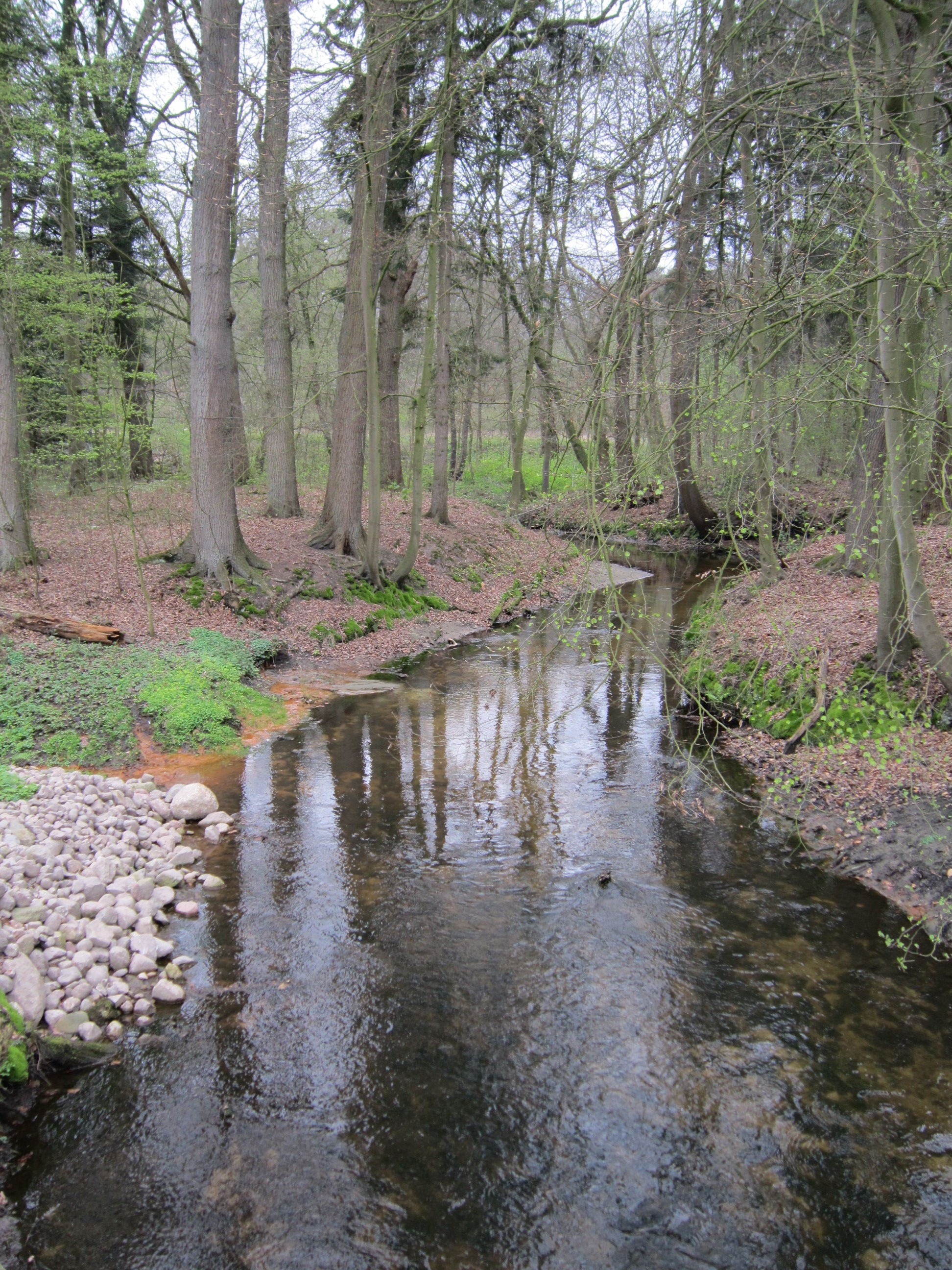
Beek bij de Bullmühle in Varnhorn, ca. 6 km ten NO van Visbek
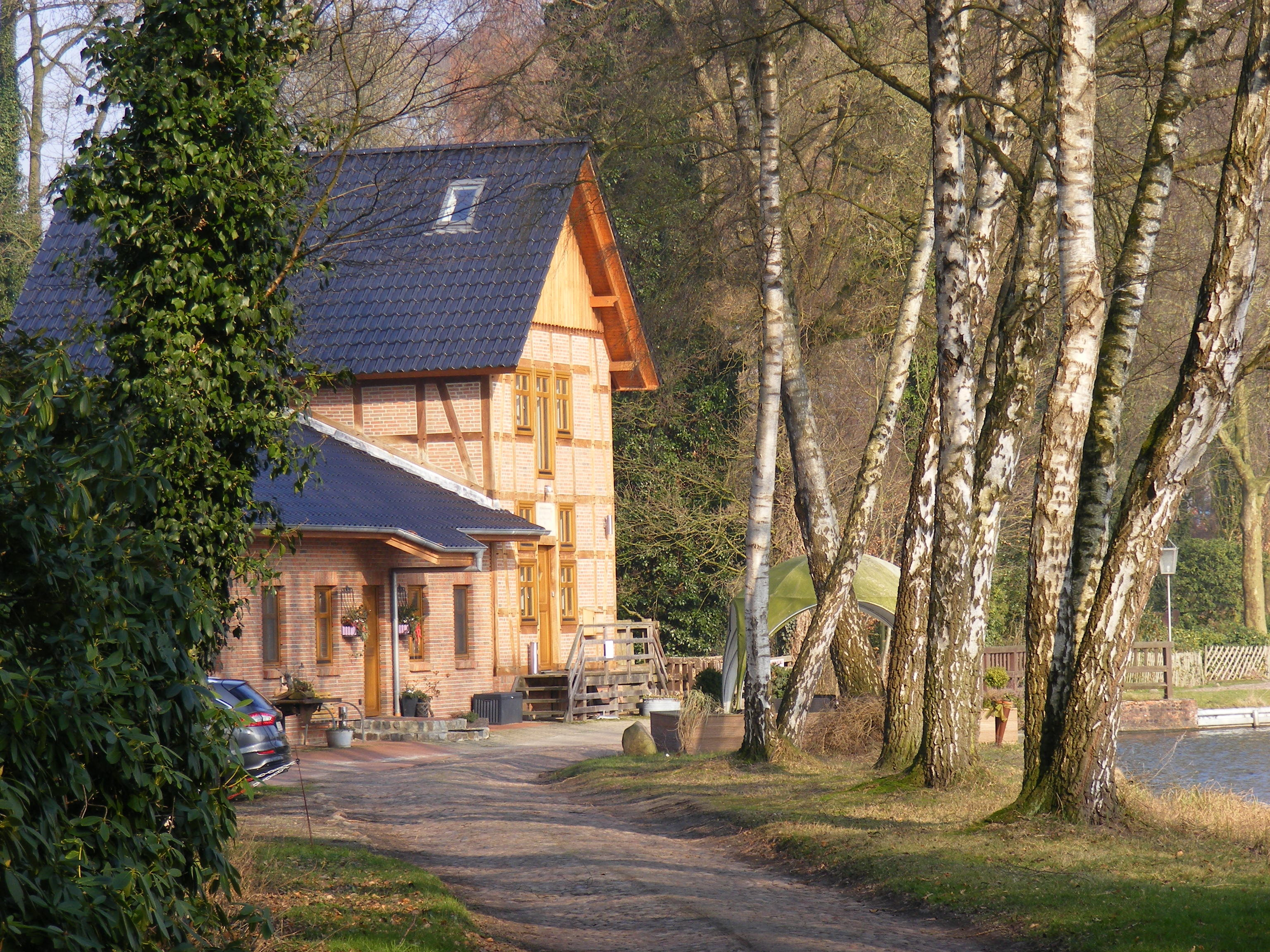
Watermolen Hubertusmühle in Siedenbögen, 2½ km ten NNO van Visbek

## Partnergemeenten
Sinds 1988 bestaat een jumelage met een groep van 9 kleine gemeenten in Frankrijk.
Dit zijn Cérans-Foulletourte, Château-l’Hermitage ten oosten van Oizé, La Fontaine-Saint-Martin, Mansigné, Oizé, Pontvallain, Requeil, Saint-Jean-de-la-Motte en Yvré-le-Pôlin. Ze liggen in het Département Sarthe.
- Gemeinsame Normdatei: 4108295-3
- Library of Congress Control Number: nr98023441
- MusicBrainz: cd8ff7cf-617a-44ea-8977-f0cae0bb4206
- Nationale Bibliotheek van Israël: 987007535986605171
- Virtual International Authority File: 137661563
- WorldCat: E39PBJjMDvRKgpQ8RvrpmdV6Kd

Bakum · Damme · Dinklage · Goldenstedt · Holdorf · Lohne · Neuenkirchen-Vörden · Steinfeld · Vechta · Visbek